# Скібно
Скібно (пол. Skibno, нім. Schübben) — село в Польщі, у гміні Сянув Кошалінського повіту Західнопоморського воєводства.
Населення — 800 осіб (2011).

## Демографія
Демографічна структура станом на 31 березня 2011 року:
|          | Загалом | Допрацездатний вік | Працездатний вік | Постпрацездатний вік |
| -------- | ------- | ------------------ | ---------------- | -------------------- |
| Чоловіки | 399     | 93                 | 280              | 26                   |
| Жінки    | 401     | 92                 | 239              | 70                   |
| Разом    | 800     | 185                | 519              | 96                   |